# Abierto Mexicano de Tenis 2007
L'Abierto Mexicano de Tenis 2007, conosciuto anche con il nome di Abierto Mexicano Telcel 2007 per motivi di sponsorizzazione, è stato un torneo di tennis giocato sulla terra rossa. È stata la 14ª edizione del torneo maschile facente parte della categoria International Series Gold nell'ambito dell'ATP Tour 2007, e la 7ª del torneo femminile facente parte della categoria Tier III nell'ambito del WTA Tour 2007. Sia il torneo maschile che quello femminile si sono giocati al Fairmont Acapulco Princess di Acapulco in Messico, dal 26 febbraio al 3 marzo 2007.

## Campioni

### Singolare maschile
Juan Ignacio Chela ha battuto in finale  Carlos Moyá, 6–3, 7–6(2)
- Per Chela è stato il 1º titolo stagionale, nonché il suo 4º in carriera.

### Singolare femminile
Émilie Loit ha battuto in finale  Flavia Pennetta, 7–6(0), 6–4
- Per Loit è stato il 1º titolo stagionale, nonché il suo 3º in carriera.

### Doppio maschile
Potito Starace /  Martín Vassallo Argüello hanno battuto in finale  Lukáš Dlouhý /  Pavel Vízner, 6–0, 6–2

### Doppio femminile
Lourdes Domínguez Lino /  Arantxa Parra Santonja hanno battuto in finale  Émilie Loit /  Nicole Pratt, 6–3, 6–3